# Gerlof van Vloten

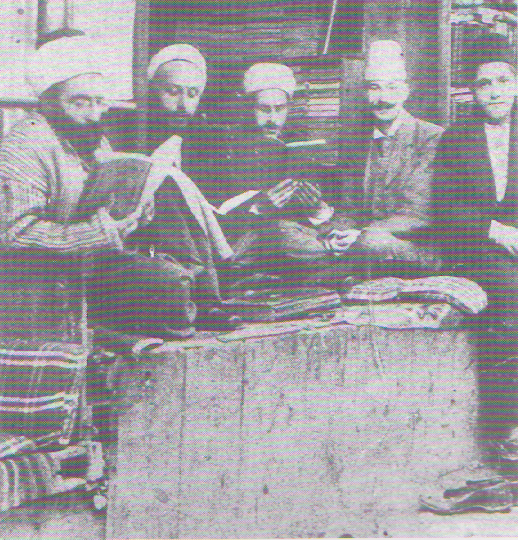
Gerlof van Vloten, andra från vänster (1896)

Gerlof van Vloten, född den 7 juni 1866 i Deventer, död den 20 mars 1903 i  Noordwijk aan Zee, var en holländsk orientalist. Han var son till Johannes van Vloten.
van Vloten var verksam som bibliotekarie i Leiden och sysselsatte sig särskilt med ämnen inom den arabiska litteraturen. Han var författare, översättare och redaktör av utgåvan från 1895 av den arabiska encyklopedin Mafātīḥ al-ʿulūm.